# NGC 3256A
NGC 3256A је спирална галаксија у сазвежђу Једра која се налази на NGC листи објеката дубоког неба.
Деклинација објекта је - 43° 44' 51" а ректасцензија 10h 25m 51,1s. Привидна величина (магнитуда) објекта NGC 3256 износи 14,4 а фотографска магнитуда 15,0. NGC 3256A је још познат и под ознакама ESO 263-34, AM 1023-432, PGC 30626.